# قطعنامه ۸۳۷ شورای امنیت
قطعنامه ۸۳۷ شورای امنیت سازمان ملل متحد که در تاریخ ۰۶ ژوئن ۱۹۹۳ تصویب شد، سندی بین‌المللی دربارهٔ سومالی است. این قطعنامه طی نشست ۳۲۲۹ام با ۱۵ رای موافق، ۰ مخالف و ۰ ممتنع تصویب شد.